# Baskervilla assurgens
Baskervilla assurgens är en orkidéart som beskrevs av John Lindley. Baskervilla assurgens ingår i släktet Baskervilla och familjen orkidéer. Inga underarter finns listade i Catalogue of Life.